# Тонголох-Бёлькёё
Тонголох-Бёлькёё — небольшой остров в Оленёкском заливе моря Лаптевых. Территориально относится к Якутии, Россия.
Расположен в центре залива, в дельте реки Оленёк. Находится между островами Исай-Бёлькёё на севере, Тигян-Беттиемете на западе и Кюрюр-Ары на юго-востоке. Около северо-восточной оконечности расположен остров Муора-Бёлькёё. Покрытый болотами и песками, проливом разделен на две части, имеет 5 небольших озер. Окружен отмелями.